# Lâu đài Frýdlant

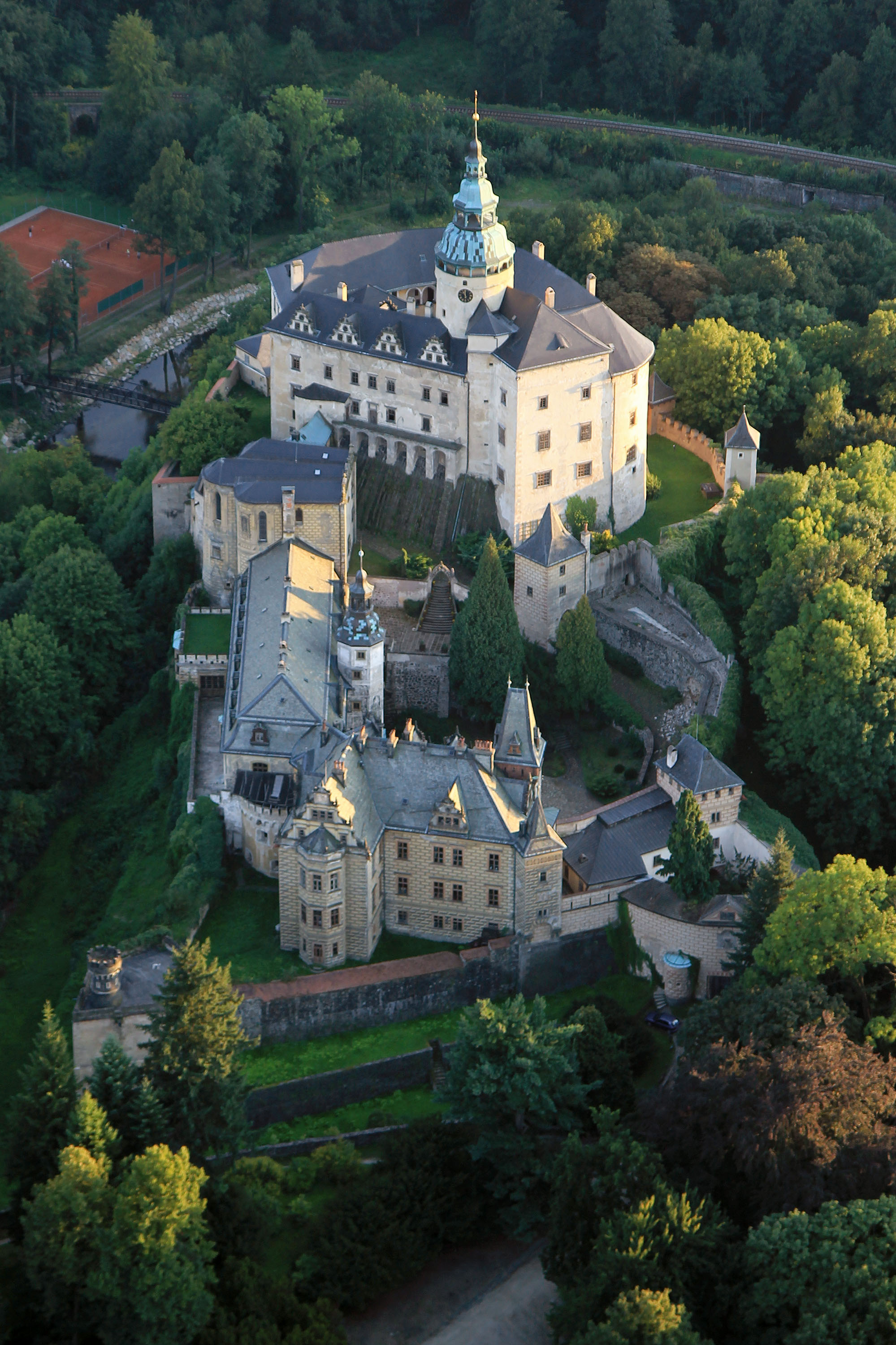
Lâu đài Frýdlant

Lâu đài Frýdlant nằm gần trung tâm thị trấn Frýdlant, phía trên sông Smědá.

## Lịch sử
Vào thế kỷ 13, lâu đài thuộc về gia đình Ronovec (Ronovci) cho đến giữa thế kỷ khi Častolov của Ronov bị buộc phải trả lại lâu đài cho vua Ottokar II. Rulko của Birbstein, cũng được gọi là Rudolf của Bieberstein, mua lâu đài và vùng đất xung quanh từ nhà vua vào năm 1278.
Lâu đài thuộc về gia đình Redern vào năm 1558. Marco Spazzio di Lancio, một kiến trúc sư người Ý được gia đình thuê, đã mở rộng lâu đài vào thế kỷ 16. Frýdlant sau đó thuộc về Albrecht von Wallenstein, người trở thành Công tước xứ Frýdlant và sống tại Jičín.
Vào cuối cuộc Chiến tranh Ba Mươi Năm, lâu đài bị chiếm hữu bởi người Thụy Điển. Họ xây dựng kiên cố và củng cố các bức tường phòng thủ. Năm 1639, Christoph von Redern trở lại Frydlant sau một thời gian lưu vong. Một năm sau, người Thụy Điển rời khỏi Bohemia hoàn toàn.
Năm 1757, lâu đài thuộc về gia đình nhà Gallas. Khi Bá tước Philip Joseph Galas qua đời mà không có con, gia sản đã được chuyển cho Christian Philip Clam, cháu trai của ông và họ của gia đình đổi thành Clam-Gallas.
Vào khoảng năm 1800-1801,
 gia đình Clam-Gallas đã mở lâu đài cho công chúng như một bảo tàng. Có nhựng triển lãm về Albrecht von Wallenstein, Chiến tranh ba mươi năm (1618-1648) và kho vũ khí gồm 1.000 vũ khí được sử dụng cho quân sự và săn bắn. Lâu đài bao gồm Nhà nguyện St Ann, Hội trường Hiệp sĩ, các phòng cho bá tước và nữ bá tước và một nhà bếp..